# کلیسای کاتولیکا دی استیلو

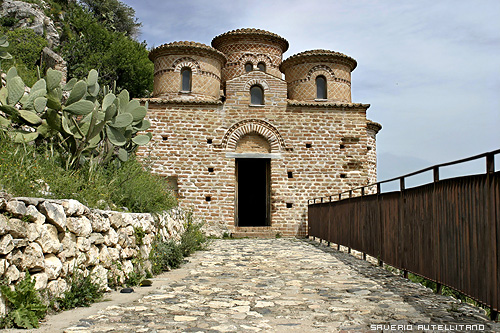
کاتولیکا دی استیلو

کاتولیکا دی استیلو یک کلیسای بیزانسی در کمون استیلو (استان رجو)، کالابریا و جنوب ایتالیا است. این کلیسا یک اثر ملی ایتالیا است.

## تاریخ
کاتولیکا در سده نهم، زمانی که کالابریا بخشی از امپراتوری بیزانس بود ساخته شد. این نام از واژه یونانی katholiki گرفته شده‌است که به کلیساهای دارای تعمیدگاه گفته می‌شود. این کلیسا یکی از مهم‌ترین نمونه‌های معماری بیزانسی به همراه کلیسای سن مارکو در روسانو کالابرو است.

## معماری

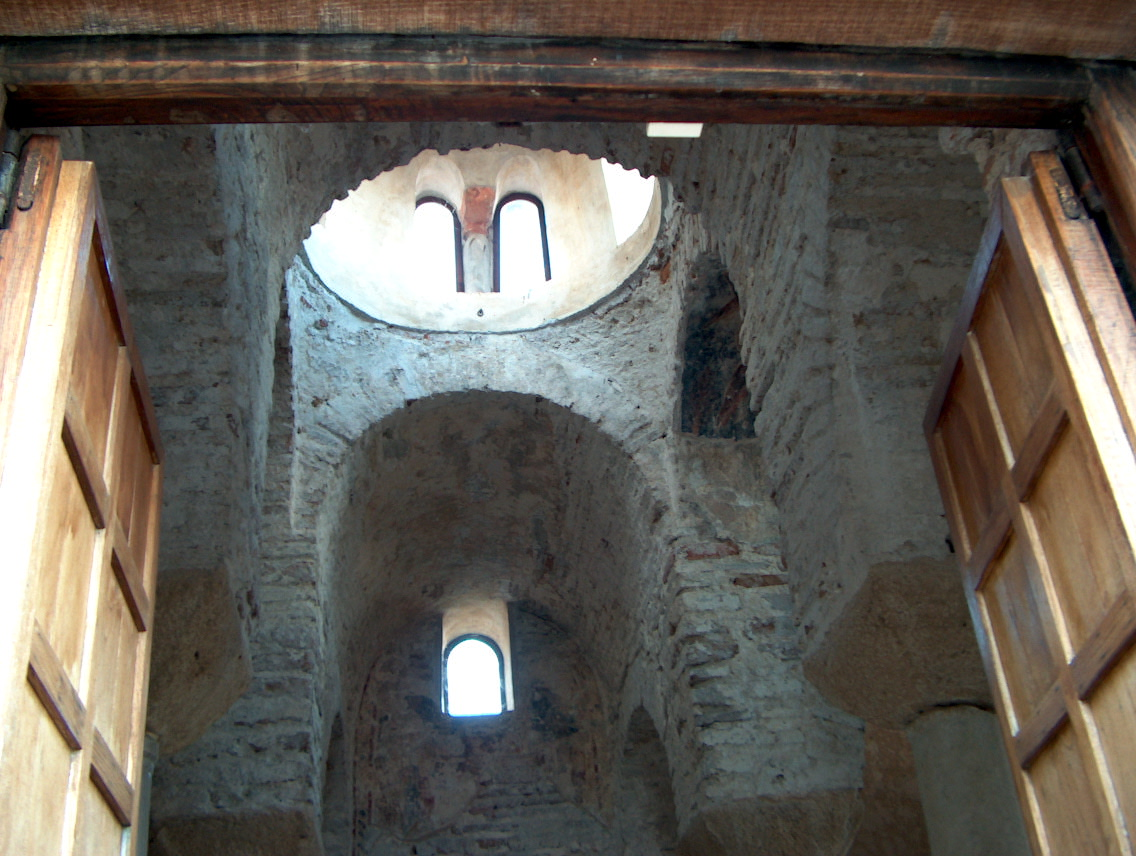
نمای داخلی

کاتولیکا از طرحی به عنوتن «صلیب حکاکی‌شده» پیروی می‌کند که نمونه ای از معماری دوران میانه امپراتوری بیزانس است. فضای داخلی توسط چهار ستون به پنج فضای مشابه تقسیم شده‌است. فضای مرکزی مربع و زاویه‌دار توسط گنبد پوشیده شده‌است. زاویه‌ها دارای تنبورهایی با قطر یکسان هستند، در حالی که گنبد مرکزی کمی بلندتر و بزرگتر است.
ضلع غربی بر روی صخره‌های آزاد قرار دارد و ناحیه جنوبی که به سه اپیس ختم می‌شود، بر روی سه‌پایه سنگی قرار دارد. ماده ساخت و ساز این کلیسا آجر است.